# Đại hội đại biểu Toàn quốc Đảng Cộng sản Trung Quốc
Đại hội đại biểu Toàn quốc Đảng Cộng sản Trung Quốc (tiếng Trung: 中国共产党全国代表大会; bính âm: Zhōngguó Gòngchǎndǎng Quánguó Dàibiǎo Dàhuì) hay còn được gọi là được gọi là Đại hội Đảng Cộng sản Trung Quốc được tổ chức 5 năm 1 lần do Ủy ban Trung ương Đảng Cộng sản Trung Quốc triệu tập nhóm họp. Trong trường hợp Ủy ban Trung ương xét thấy cần thiết hoặc 1/3 tổ chức cấp Tỉnh yêu cầu đê xuất, thì Đại hội có thể được tổ chức sớm hơn so với quy định;Nếu không có lý do hợp lệ không thể hoãn lại. Danh sách thành viên tham dự và phương pháp bầu cử do Ủy ban Trung ương quyết định.
Kế hoạch của Đại hội Đảng Cộng sản Trung Quốc: Nghe và xem xét báo cáo của Ủy ban Trung ương; nghe và xem xét báo cáo của Ủy ban Kiểm tra Kỷ luật Trung ương; thảo luận và quyết định về các vấn đề chính đảng; sửa đổi điều lệ đảng; Bầu cử Ủy ban Trung ương; bầu cử Ủy ban Kiểm tra Kỷ luật Trung ương.
Đại hội đại biểu Toàn quốc Đảng Cộng sản với nhiệm vụ là: thảo luận và quyết định về các vấn đề chính; điều chỉnh và bổ sung Ủy ban Trung ương, bộ phận thành viên của Ủy ban Kiểm tra Kỷ luật Trung ương. Điều chỉnh và bổ sung số lượng Ủy viên Trung ương và Ủy viên dự khuyết Trung ương, không được vượt quá 1/5 số lượng Ủy viên Trung ương và Ủy viên dự khuyết Trung ương do Đại hội Đại biểu Toàn quốc bầu ra. 

## Đại hội Đại biểu các cấp địa phương Đảng Cộng sản Trung Quốc
Gọi tắt "Đại hội Đảng Tỉnh (Thành, Khu, huyện)".Đại hội Đại biểu Đảng cấp Tỉnh, Khu tự trị, Thành phố trực thuộc TW, Châu tự trị, huyện, huyện tự trị được tổ chức định kỳ 5 năm. Đại hội Đại biểu các cấp địa phương do Ủy ban cùng cấp triệu tập. Tùy vào tình huống phát sinh, Ủy ban cấp trên sẽ phê chuẩn có thể cử hành sớm hoặc kéo dài. Danh sách thành viên phương pháp bầu cử Đại hội Đại biểu các cấp địa phương sẽ do Ủy ban của Đảng cùng cấp quyết định, báo cáo với Đảng ủy cấp trên phê chuẩn.
Chức năng của Đại hội Đại biểu các cấp địa phương là:Nghe và thẩm tra báo cáo của Ủy ban cùng cấp;Nghe và thẩm tra báo cáo của Ủy ban Kiểm tra Kỷ luật cùng cấp;Thảo luận những vấn đề trong phạm vi sau đó đưa ra quyết định;Bầu ra Ủy ban cùng cấp của Đảng;Bầu ra Ủy ban Kiểm tra Kỷ luật cùng cấp của Đảng.

## Ủy ban Trung ương Đảng Cộng sản Trung Quốc
Gọi tắt là "Trung ương Đảng" với nhiệm kỳ 5 năm. Đại hội được cử hành sớm hoặc kéo dài do nhiệm kỳ tương ứng sửa đổi. Ủy viên Trung ương và Ủy viên dự khuyết Trung ương phải có trên 5 năm tuổi Đảng. Danh sách Ủy viên Trung ương và dự khuyết do Đại hội quyết định. Ủy viên Trung ương và dự khuyết sau được bổ nhiệm do Ủy ban Trung ương dựa theo đa số phiều để quyết định. Hội nghị toàn thể Ủy ban Trung ương do Bộ Chính trị triệu tập, mỗi năm cử hành tối thiểu 1 hội nghị. Bộ Chính trị báo cáo công tác với Hội nghị toàn thể Ủy ban Trung ương, tiếp thu giám sát. Tại Hội nghị bế mạc, chấp hành nghị quyết của Đại hội, toàn bộ công tác của lãnh đạo Đảng, Đại biểu đối ngoại của Đảng Cộng sản. 

## Danh sách Đại hội Đại biểu Toàn quốc

### Đại hội lần thứ nhất (1921)
Gọi tắt là "Nhất Đại".Là cơ quan lãnh đạo Trung ương được gọi là Cục Trung ương.
Đại hội diễn ra tại Gia Hưng và Thượng Hải từ ngày 23/7-30/7 và ngày 2/8 năm 1921. Đại hội chính thức tuyên bố thành lập Đảng Cộng sản Trung Quốc.
Thành viên tham dự
Ngày 3/6/1921 Đại biểu Quốc tế Cộng sản Henk Sneevliet người Hà Lan đến Thượng Hải, đề nghị các tổ chức Cộng sản cử đại biểu tham dự Đại hội Đại biểu Toàn quốc tổ chức tại Thượng Hải. Các tổ chức cộng sản chọn được 12 đại biểu tham dự Đại hội:
- Đại biểu Thượng Hải - Lý Đạt, Lý Hán Tuấn;
- Đại biểu Bắc Kinh - Trương Quốc Đào, Lưu Nhân Tĩnh;
- Đại biểu Trường Sa - Mao Trạch Đông, Hà Thúc Hoành;
- Đại biểu Vũ Hán - Đổng Tất Vũ, Trần Đàm Thu;
- Đại biểu Tế Nam - Vương Tẫn Mỹ, Đặng Ân Minh;
- Đại biểu Quảng Châu - Trần Công Bác;
- Đại biểu lưu học sinh Nhật Bản - Chu Phật Hải;

Tham dự Đại hội ngoài Henk Sneevliet còn có Nikolski Bí thư cục Viễn Đông Quốc tế Cộng sản
Quá trình Hội nghị
Tối ngày 23/7 hội nghị được khai mạc tại Thượng Hải, đại hội do Trương Quốc Đảo chủ trì, Mao Trạch Đông và Chu Phật Hải đảm nhiệm thư ký. Tối ngày 30/7 cảnh sát chuẩn bị đến khám địa điểm họp, Đại hội chính thức chuyển địa điểm tới Gia Hưng để tiếp tục. Vào ngày 2/8 Đại hội diễn ra tại trên thuyền giữa Tây Hồ Gia Hưng.
Kết quả hội nghị
Đại hội thông qua cương lĩnh Đảng Cộng sản Trung Quốc, quy định về mục tiêu phấn đấu, nguyên tắc tổ chức tập trung dân chủ và kỷ luật của Đảng, thông qua nghị quyết công tác thực tế, xác định nhiệm vụ trọng tâm.
Đại hội bầu ra Ủy viên Trung ương cục Trung Cộng:Trần Độc Tú, Trương Quốc Đảo, Lý Đạt còn được gọi "đoàn 3 người". Trần Độc Tú đảm nhiệm Bí thư, Trương Quốc Đảo đảm nhiệm chủ nhiệm tổ chức, Lý Đạt đảm nhiệm Chủ nhiệm tuyên truyền, chủ biên nguyệt san "Cộng sản Đảng".

### Đại hội lần thứ 2 (1922)
Còn được gọi đến Đại hội thứ 4 là Ủy ban chấp hành Trung ương. Đại hội diễn ra tại Thượng Hải từ 16-23/7/1922. Đại biểu gồm 12 người, đại biểu toàn quốc 195 đảng viên.
Danh sách đại biểu
Danh sách đại biểu tham dự gồm 12 người:Trần Độc Tú, Trương Quốc Đảo, Lý Đạt, Dương Minh Trai, La Chương Long, Vương Tẫn Mĩ, Hứa Bạch Hạo, Mao Trạch Đông, Thái Hòa Sâm, Đàm Bình Sơn, Lý Chấn Doanh, Thi Tồn Thống. Đại biểu Mao Trạch Đông không tham dự tuy có tên trong danh sách.
Nghị quyết
Đại hội đã thông qua "Tuyên ngôn Đại hội Đại biểu Toàn Quốc lần thứ 2 Đảng Cộng sản Trung Quốc", "Điều lệ Đảng", "nghị quyết sự kiện Đảng Cộng sản Trung Quốc đối phó với tình hình thế giới"...
Kết quả
Hội nghị đã thông qua Trần Độc Tú, Trương Quốc Đảo, Thái Hòa Sâm, Đặng Trung Hạ, Cao Quân Vũ cấu thành Ủy ban chấp hành Trung ương, sau đó bổ sung thêm 3 ủy viên là Lý Đại Chiêu, Lý Hán Tuyển, Hướng Cảnh Dư. Trần Độc Tú làm Ủy viên trưởng, Trương Quốc Đảo và Thái Hòa Sâm phụ trách tổ chức và tuyên truyền Trung ương.

### Đại hội lần thứ 3 (1923)
Đại hội diễn ra tại Quảng Châu từ ngày 12-20/6/1923. Gần đại biểu 40 tham dự từ các tổ chức Đảng và Moskva, đại diện cho 420 đảng viên. Trần Độc Tù đại biểu Ủy ban chấp hành Trung ương khóa 2 chủ trì báo cáo công tác hội nghị.
Nghị trình
Đại hội có 3 nghị trình chủ yếu: 1 là thảo luận Điều lệ Đảng, 2 là thảo luận vấn đề thành lập mặt trận cách mạng thống nhất cùng Quốc Dân Đảng, 3 là bầu Ủy ban chấp hành Trung ương.
Đại hội bầu được 9 Ủy viên Trung ương: Trần Độc Tú, Thái Hòa Sâm, Lý Đại Chiêu, Đàm Bình Sơn, Vương Hà Ba, Mao Trạch Đông, Chu Thiếu Liên, Hạng Anh, La Chương Long; 5 Ủy viên dự khuyết: Đặng Bồi, Trương Liên Quang, Từ Mai Khôn, Lý Hán Tuấn, Đặng Trung Hạ; Trung ương cục gồm 5 người: Trần Độc Tú, Thái Hòa Sâm, Đàm Bình Sơn, Mao Trạch Đông, La Chương Long (sau chức vụ của Đàm Bình Sơn được chuyển cho Vương Hà Ba); Trần Độc Tú làm Ủy viên trưởng, Mao Trạch Đông làm thư ký, La Chương Long làm kế toàn, phụ trách công tác hàng ngày.

### Đại hội lần thứ 4 (1925)
Đại hội diễn ra tại Thượng Hải từ ngày 11-22/1/1925. Gồm 20 đại biểu toàn quốc thay mặt cho 994 đảng viên tham dự. Trần Độc Tú đại biểu Ủy ban chấp hành Trung ương khóa 3 báo cáo công tác.
Nghị trình
Đại hội tổng kết 1 năm Quốc-Cộng hợp tác để rút ra kinh nghiệm.
Trung ương bầu ra 9 Ủy viên chấp hành TW: Trần Độc Tú, Lý Đại Chiêu, Thái Hòa Sâm, Trương Quốc Đảo, Hạng Anh, Cù Thu Bạch, Bành Thuật Chi, Đam Bình Sơn, Lý Duy Hán; 5 Ủy viên dự khuyết: Đặng Bối, Vương Hà Ba, La Chương Long, Trương Thái Lôi, Chu Cẩm Đường. Tại Hội nghị thứ nhất Ủy ban chấp hành Trung ương, Trần Độc Tú được bầu làm Tổng Bí thư Trung ương kiêm Chủ nhiệm Ban Tổ chức Trung ương, Bành Thuật Chi đảm nhiệm Chủ nhiệm Ban Tuyên truyền Trung ương, Trương Quốc Đảo đảm nhiệm Chủ nhiệm Ban Công nông Trung ương, Cù Thu Bạch và Thái Hòa Sâm đảm nhiệm Ủy viên Ban tuyên truyền TW.

### Đại hội lần thứ 5 (1927)
Đại hội diễn ra tại Vũ Hán từ 27/4-9/5/1927. Đại biểu tham dự gồm có 82 người đại diện cho 57967 đảng viên toàn quốc, đại biểu Quốc tế Cộng sản: Manabendra Nath Roy, Mikhail Borodin, Grigori Voitinsky, Pavel Mif. Lãnh đạo Quốc Dân Đảng là Uông Tinh Vệ và Từ Khiêm cũng tham dự Đại hội.
Năm 1927 Tưởng Giới Thạch gây ra chính biến Thượng Hải (12/4/1927), tàn sát đảng viên Đảng Cộng sản. Về sau nhà nước hình thành 3 chính quyền nhà nước: chính phủ quân phiệt Bắc Dương,Chính phủ Dân quốc Nam Kinh, Chính phủ Quốc dân Vũ Hán.
Trần Độc Tú đại biểu Ủy ban chấp hành TW khóa 4 báo cáo công tác "Báo cáo chính trị và tổ chức"
Đại biểu Quốc tế Cộng sản Nath Roy đề nghị "tác dụng giai cấp vô sản và vấn đề cách mạng Trung Quốc",các đại biểu đề nghị Trần Độc Tú tiến hành tự phê bình. Trước hội nghị,Cù Thu Bạch đã chỉ trích Trần Độc Tú, Bành Thuật Chi nêu chính sách và lý luận chủ nghĩa cơ hội.
Đại hội thông qua "nghị quyết nhiệm vụ của Đảng và tình hình chính trị","nghị quyết vấn đề ruộng đất".Đại hội bầu ra 31 Ủy viên TW và 14 Ủy viên dự khuyết. Hội nghị thứ nhất Đại hội 5 bầu ra các Ủy viên Bộ Chính trị: Trần Độc Tú, Thái Hòa Sâm, Lý Duy Hán, Cù Thu Bạch, Trương Quốc Đảo, Đàm Bình Sơn, Chu Ân Lai, Lý Lập Tam; Ủy viên dự khuyết: Tô Triệu Chinh, Trương Thái Lôi; bầu ra Ủy ban Thường vụ Bộ Chính trị:Trần Độc Tú, Trương Quốc Đảo, Thái Hòa Sâm; bầu Trần Độc Tú làm Tổng Bí thư. Đại hội cũng thành lập Ủy ban Giám sát Trung ương gồm 7 Ủy viên và 3 Ủy viên dự khuyết.

#### Hội nghị 7/8/1927
Hội nghị diễn ra ngày 7/8/1927, đây là hội nghị khẩn cấp của Đảng Cộng sản Trung Quốc. Căn cứ lệnh tổ chức của Quốc tế Cộng sản, Ủy ban Thường vụ Bộ Chính trị lâm thời Trung ương (Trương Quốc Đảo, Chu Ân Lai, Lý Duy Hán, Lý Lập Tam, Trương Thái Lôi;ngày 25/7 bổ sung Cù Thu Bạch) triệu tập hội nghị. Chủ đề chính của Hội nghị là đưa ra sai lầm của Trần Độc Tù, xác định phương châm sau này. Hội nghị diễn ra 1 ngày, gồm 22 đại biểu tham dự. Trần Độc Tú không có mặt, Chu Ân Lai đứng đầu khởi nghĩa Nam Xương cũng không có mặt. Đại biểu Quốc tế Cộng sản Vissarion Lominadze chủ trì Hội nghị, nghị trình có 3 hạng mục:
- Thảo luận báo cáo Đại biểu Quốc tế Cộng sản "thư Đảng viên toàn văn"
- Nghị quyết và báo cáo của Cù Thu Bạch
- Cải tổ Bộ Chính trị

Hội nghị xác định:Cách mạng nông nghiệp và đấu tranh vũ tranh chống Quốc Dân Đảng. Mao Trạch Đông đưa lý luận nổi tiếng "Súng đẻ ra chính quyền" (Hán-Việt: Thương can tử lý diện xuất chính quyền).Hội nghị là bước ngoặt của Đảng Cộng sản Trung Quốc, sau hội nghị đấu tranh vũ tranh với Quốc Dân Đảng bắt đầu.
Hội nghị bầu Bộ Chính trị lâm thời, Ủy viên chính thức gồm: Tô Triệu Chinh, Hướng Trung Phát, Cù Thu Bạch, La Diệc Nông, Cố Thuận Chương, Vương Hà Ba, Lý Duy Hán, Bành Phái, Nhậm Bật Thời; Ủy viên dự khuyết bao gồm: Đặng Trung Hạ, Chu Ân Lai, Mao Trạch Đông, Trương Thái Lôi, Trương Quốc Đảo, Lý Lập Tam, Bành Công Đạt. Ngày 9/8 tại Hội nghị thứ nhất Bộ Chính trị lâm thời Cù Thu Bạch, Lý Duy Hán, Tô Triệu Chinh được bầu vào Ủy ban Thường vụ Bộ Chính trị, xác định Cù Thu Bạch lãnh đạo công tác Trung ương.

#### Hội nghị Bộ Chính trị lâm thời mở rộng
Hội nghị diễn ra ngày 10-11/9/1927 tại Thượng Hải, Cù Thu Bạch chủ trì Hội nghị trên danh nghĩa, thực tế là Đại biểu Quốc tế Cộng sản Vissarion Lominadze chủ trì. Hội nghị thông qua khởi thảo của Lominadze "nghị quyết nhiệm vụ Đảng Cộng sản và hiện trạng Trung Quốc ". Bầu Chu Ân Lai và La Diệp Nông Ủy viên Thường vụ Bộ Chính trị lâm thời.
Tại tỉnh Cương Sơn Mao Trạch Đông được mời tham dự Hội nghị nhưng không tham gia. Ngày 14/11 Hội nghị cắt chức Ủy viên Bộ Chính trị lâm thời dự khuyết của Mao Trạch Đông, Bành Công Đạt. Và gửi thư cho Tỉnh Ủy Hồ Nam yêu cầu cắt chức Bí thư Tỉnh Ủy Hồ Nam. 

### Đại hội lần thứ 6 (1928)
Đại hội diễn ra từ ngày 18/6-11/7/1928 tại Moscow, Liên Xô. Có tổng cộng 142 đại biểu, trong đó có 84 đại biểu chính thức, đại diện cho 130,000 đảng viên toàn Trung Quốc.
Năm 1927, Quốc Cộng hợp tác lần thứ 1 bị xóa bỏ, Đảng Cộng sản trong nước phát động đấu tranh cách mạng. Do yêu cầu cấp bách Hội nghị thứ nhất Đại hội Đại biểu được khai mạc, Chính phủ Trung Hoa Dân Quốc ra chính sách đàn áp Đảng Cộng sản, Đảng Cộng sản tìm kiếm địa điểm an toàn để khai mạc hội nghị. Mùa xuân năm 1928, Đại hội Quốc tế Cộng sản lần thứ 6 và Đại hội Liên minh Công nhân Quốc tế đỏ lần thứ 4 diễn ra tại Moscow. Đảng Cộng sản Trung Quốc tham dự, nhân tham dự sự kiện, Đảng Cộng sản Trung Quốc đã tổ chức Đại hội lần thứ 6 tại đây.
Quốc tế Cộng sản đồng ý cho Trung Cộng tổ chức Đại hội tại Liên Xô. Ngày 2/4 Ủy ban Thường vụ Bộ Chính trị lâm thời Trung ương nghiên cứu triển khai tổ chức Đại hội, quyết định Lý Duy Hán và Nhậm Bật Thời ở lại phụ trách công tác hàng ngày của Trung ương Đảng, Đặng Tiểu Bình ở lại làm Tổng Thư ký Trung ương. Cuối tháng 4, Cù Thu Bạch, Chu Ân Lai lãnh đạo Đảng và hơn 100 người tiến hành bí mật tổ chức Đại hội lần thứ 6 tại Moscow.
Ngày 18/6 Đại hội Đại biểu Toàn Quốc lần thứ 6 được khai mạc tại Moscow, Liên Xô do Hướng Trung Phát chủ trì, Nikolai Ivanovich Bukharin đại biểu Quốc tế Cộng sản báo cáo "nhiệm vụ của Đảng Cộng sản Trung Quốc và cách mạng Trung Quốc", Cù Thu Bạch đại biểu Trung ương khóa 5 báo cáo "Đảng Cộng sản Trung Quốc và cách mạng Trung Quốc", Chu Ân Lai báo cáo mảng tổ chức và quân sự, Lý Lập Tam báo cáo vấn đề nông dân, Hướng Trung Phát báo cáo vận động công chức. Đại hội 6 thông qua các nghị quyết về vấn đề chính trị, quân sự, tổ chức, chính quyền Xô viết, nông dân, ruộng đất, công chức, tuyên truyền, dân tộc, phụ nữ, đoàn thanh niên; đồng thời sửa đổi Điều lệ Đảng.
Đại hội 6 bầu ra Ủy ban Trung ương gồm 23 người và Ủy viên dự khuyết gồm 13 người.

#### Hội nghị La Phường (1930)
Hội nghị diễn ra từ 25-30/10/1930 tại trấn La Phường, Tân Dư, Giang Tây là Hội nghị liên tịch thứ nhất của Ủy ban chấp hành Giang Tây và phương diện quân thứ 1 Hồng quân công nông. Hội nghị bàn chiến lược để ngăn chặn các đòn tấn công của Quốc Quân vào Nam Xương, Cửu Giang và một số thành phố khác.

#### Hội nghị toàn thể lần thứ 4 (1931)
Hội nghị tổ chức ngày 7/1/1931 tại Thượng Hải.
Đại biểu Quốc tế Cộng sản Pavel Mif đóng vai trò quan trọng đứng sau chỉ đạo, hỗ trợ cho Vương Minh vị trí lãnh đạo. Vương Minh trình bày tại Hội nghị quán triệt chỉ thị Quốc tế Cộng sản và phê bình Lý Lập Tam là "hữu khuynh phe cơ hội".
Hội nghị chính thức thay đổi nhân sự lãnh đạo Đảng:
- Tổng Bí thư: Hướng Trung Phát
- Ban Thường vụ Bộ Chính trị: Hướng Trung Phát, Chu Ân Lai, Trương Quốc Đảo

Thu hồi chức vụ Ủy viên Bộ Chính trị của Lý Lập Tam, Lý Duy Hán, Cù Thu Bạch

#### Hội nghị Tuân Nghĩa (1935)
Hội nghị Tuân Nghĩa là Hội nghị Bộ Chính trị mở rộng diễn ra từ ngày 15-17/1/1935 tại Tuân Nghĩa, Quý Châu. Hội nghị thay đổi quyền lãnh đạo "tam nhân đoàn" (Bác Cổ, Lý Đức, Chu Ân Lai). Bổ sung Mao Trạch Đông làm Ủy viên Thường vụ Bộ Chính trị. Hình thành lãnh đạo tập thể gồm Trương Văn Thiên, Mao Trạch Đông và Chu Ân Lai. Mao Trạch Đông được khôi phục quyền chỉ huy của Hồng Quân.
Quyết định
Kết thúc Hội nghị, Hội nghị quyết định:
1. Sửa đổi lãnh đạo Đảng, bầu Mao Trạch Đông vào Ban Thường vụ Bộ Chính trị
2. Chỉ định Lạc Phủ xây dựng nghị quyết, Thường Ủy thẩm tra sau, phát tới chi bộ thảo luận
3. Thường Ủy tiến hành phân chia công tác
4. Xóa bỏ "tam nhân đoàn", Chu Ân Lai, Chu Đức chỉ huy lãnh đạo Quân sự tối cao. Hội nghị cắt chức Bác Cổ, Lý Đức, đồng thời cho Mao Trạch Đông tham gia công tác lãnh đạo chỉ huy Quân sự tối cao.

### Đại hội lần thứ 7 (1945)
Đại hội diễn ra từ ngày 23/4-11/6/1945 tại Diên An. Đại biểu tham dự có 755 người, đại biểu chính thức có 547 người, đại biểu dự khuyết 208 người thay mặt cho hơn 1 triệu đảng viên toàn quốc. Đại biểu được chia theo quân thành 8 đoàn đại biểu. Đại hội bầu ra Chủ tịch Đoàn gồm 15 người: Mao Trạch Đông, Chu Đức, Lưu Thiếu Kỳ, Chu Ân Lai, Nhậm Bật Thời, Lâm Bá Cừ, Bành Đức Hoài, Khang Sinh, Trần Vân, Trần Nghị, Hạ Long, Từ Hướng Tiền, Cao Cương, Trương Văn Thiên, Bành Chân; bầu Nhậm Bật Thời là Tổng Thư ký, Lý Phú Xuân là Phó Tổng Thư ký.
Kết quả Đại hội: thông qua Điều lệ Đảng; thông qua sử dụng Chủ nghĩa Mác Lê làm tư tưởng thống nhất cách mạng Trung Quốc với tư tưởng Mao Trạch Đông; thành lập bầu Ủy ban Trung ương khóa 1 mới có 44 Ủy viên Trung ương mới và 33 Ủy viên dự khuyết; xác định Mao Trạch Đông là lãnh tụ tối cao của Đảng Cộng sản Trung Quốc.

#### Hội nghị Đại biểu toàn quốc 1955
Hội nghị diễn ra từ ngày 21-31/3/1955 tại Bắc Kinh. Trong lịch sử Đảng Cộng sản Trung Quốc chỉ có 2 Hội nghị Toàn quốc 1955 và 1985 để giải quyết những vấn đề hệ trọng.
Đại biểu hội nghị gồm 62 người là Ủy viên TW và Ủy viên dự khuyết TW, 257 người là Đại biểu các cấp của Đảng. Mao Trạch Đông chủ trì Hội nghị.
Nghị trình:
- Thảo luận kế hoạch kinh tế quốc dân 5 năm lần thứ nhất
- Sự kiện Cao Cương, Nhiêu Thấu Thạch phản Đảng
- Thành lập Ủy ban Giám sát Trung ương và địa phương

### Đại hội lần thứ 8 (1956, 1958)
Đại hội tổ chức 2 lần:lần thứ nhất từ 15-27/9/1956, lần thứ 2 từ 5-23/5/1958
- Đại hội lần thứ nhất 15-27/9/1956 diễn ra tại Bắc Kinh, với 1026 đại biểu, 86 đại biểu dự khuyết thay mặt cho hơn 10 triệu đảng viên.

Kết quả Đại hội: thông qua Điều lệ Đảng, thảo luận kế hoạch kinh tế 5 năm lần thứ 2, nghị quyết báo cáo chính trị. Đại hội bầu 97 Ủy viên TW và 73 Ủy viên dự khuyết
- Đại hội lần thứ 2 5-23/5/1958 diễn ra tại Bắc Kinh. Nghị trình Đại hội:
  - Phân tích và biện pháp giải quyết mâu thuẫn mới của Cộng hòa Nhân dân Trung Hoa
  - Căn cứ đề xướng Mao Trạch Đông, kiến thiết chủ nghĩa xã hội tại các tỉnh
  - Cải thiện tác phong của Đảng, tăng cường xây dựng Đảng, nhiệm vụ công tác cải tiến quản lý thể chế và cải tiến Nhà nước.

### Đại hội lần thứ 9 (1969)
Đại hội diễn ra từ ngày 1-24/1/1969 tại Bắc Kinh, với 1512 đại biểu tham dự thay mặt cho hơn 22 triệu đảng viên.
Đại hội diễn ra trong lúc "cách mạng văn hóa" đang cao trào, đa phần ủy viên trung ương khóa 8 đều bị thẩm tra hoặc giam cầm để không tham gia được Đại hội. Mao Trạch Đông chủ trì phiên khai mạc, Lâm Bưu báo cáo công tác chính trị, báo cáo "lý luận giai cấp vô sản chuyên chính tiếp tục cách mạng",khẳng định toàn diện cách mạng văn hóa giai cấp vô sản, phê phán Lưu Thiếu Kỳ là kẻ đứng đầu giai cấp tư sản.
Đại hội thông qua báo cáo và chỉnh sửa Điều lệ Đảng, Điều lệ thêm điều "lý luận tiếp tục cách mạng dưới giai cấp vô sản chuyên chính" và Lâm Bưu là chiến hữu thân thiết của đồng chí Mao Trạch Đông và là người tiếp bước. Xóa bỏ quyền lợi của Đảng viên và cơ cấu tổ chức. Xóa bỏ thời gian dự bị của Đảng viên, xóa bỏ Ban Bí thư, xóa bỏ Ủy ban Giám sát Trung ương.
Đại hội bầu ra được 170 Ủy viên và 109 Ủy viên dự khuyết. Ủy viên TW và dự khuyết khóa 8 còn 53 người.
Hội nghị thứ nhất bầu Mao Trạch Đông làm Chủ tịch Ủy ban TW, Lâm Bưu là Phó Chủ tịch, bầu Bộ Chính trị, Thường vụ Bộ Chính trị.

#### Hội nghị toàn thể lần thứ 2 (1970)
Hội nghị diễn ra từ ngày 23/8-6/9/1970 tại Lư Sơn, Giang Tây. Còn được gọi là Hội nghị Lư Sơn lần thứ 3.

### Đại hội lần thứ 10 (1974)
Đại hội diễn ra từ ngày 24-28/8/1974 tại Bắc Kinh. Tham dự gồm 1249 đại biểu thay mặt cho gần 30 triệu Đảng viên.
Trước ngày khai mạc Đại hội lần thứ 10 ngày 20/8/1974, Bộ Chính trị thông qua nghị quyết vĩnh viễn khai trừ Đảng tịch của Lâm Bưu, Diệp Quần, Hoàng Vĩnh Thắng, Ngô Pháp Hiền, Lý Tác Bằng, Khâu Hội Tác.
Ngày 24/8/1974 Đại hội chính thức khai mạc, Mao Trạch Đông chủ trì Đại hội, Chu Ân Lai báo cáo công tác chính trị, Vương Hồng Văn báo cáo sửa đổi Điều lệ Đảng.
Đại hội bầu ra 195 Ủy viên và 124 Ủy viên dự khuyết. Tứ nhân bang đưa phe cánh vào Ủy ban Trung ương. Đồng thời do các Ủy viên Ủy ban Trung ương khóa 9 như Đặng Tiểu Bình, Ô Lan Phu, Vương Giá Tường, Lý Tỉnh Toàn, Đàm Chấn Lâm, Liệu Thừa Chí đả kích, tẩy chay Cách mạng văn hóa.

### Đại hội lần thứ 11 (1977)
Đại hội diễn ra từ ngày 12-18/8/1977 tại Bắc Kinh. Đại biểu tham dự 1510 người thay mặt cho 35 triệu Đảng viên.
Đại hội diễn ra sau khi Mao Trạch Đông chết, phe Tứ Nhân Bang bị đánh đổ. Sau khi đập tan "bè lũ 4 tên", phần lớn cán bộ và quần chúng có yêu cầu bức thiết phải triệt để thanh tra và đánh đổ hệ thống phe phái phản cách mạng "bè lũ bốn tên", triệt phá tận gốc, sửa sai những án oan trong thời kỳ "Đại cách mạng văn hóa".
Đại hội có 3 nghị trình:
1. Báo cáo chính trị của Ủy ban Trung ương;
2. Báo cáo sửa đổi và thông báo sửa đổi Điều lệ Đảng;
3. Bầu Ủy ban Trung ương.

Kết thúc Đại hội, Đại hội bầu được 201 Ủy viên Trung ương và 132 Ủy viên dự khuyết. Hoa Quốc Phong được bầu làm Chủ tịch Ủy ban Trung ương Đảng.

### Đại hội lần thứ 12 (1982)
Đại hội diễn ra từ ngày 1-11/9/1982 tại Bắc Kinh. Đại biểu tham dự 1600 người, dự khuyết 160 người tham mặt cho gần 40 triệu Đảng viên.
Nghị trình Đại hội:
1. Báo cáo Ủy ban Trung ương khóa 11 nghiên cứu Cương lĩnh thiết lập xây dựng phấn đấu toàn diện hiện đại hóa Xã hội Chủ nghĩa;
2. Nghiên cứu và thông qua Điều lệ Đảng sửa đổi;
3. Bầu Ủy ban Trung ương Đảng, Ủy ban Cố vấn Trung ương, Ủy ban Kiểm tra Kỷ luật Trung ương.

Kết thúc Đại hội, Đại hội thông qua Điều lệ Đảng mang tính chất của công cuộc cải cách mở của và hiện đại hóa Xã hội Chủ nghĩa. Đại hội bầu được 210 Ủy viên TW và 138 dự khuyết; bầu 172 Ủy viên Ủy ban Cố vấn Trung ương và 132 Ủy viên Ủy ban Kiểm tra Trung ương. Hồ Diệu Bang được bầu làm Tổng Bí thư.

#### Hội nghị Đại biểu toàn quốc 1985
Hội nghị diễn ra từ ngày 18-23/9/1985 tại Bắc Kinh. Hội nghị chủ yếu hoàn thành kế hoạch 5 năm lần thứ 7, và chuyển giao quyền lực của lãnh đạo Đảng.
Bối cảnh
Hội nghị toàn thể lần thứ 3 khóa 12 đã ra quyết định, triệu tập Hội nghị Đại biểu toàn quốc để thảo luận và phát triển kinh tế xã hội kế hoạch 5 năm lấn thứ 7, tổ chức bổ sung thành viên Ủy ban Trung ương và các vấn đề khác.
Ngày 16/9/1985 tại Hội nghị toàn thể lần thứ 4, phiên họp đã thông qua "kiến nghị kế hoạch 5 năm lần thứ 7 phát triển kinh tế xã hội quốc dân thông báo Trung ương Trung Cộng",đưa Hội nghị Đại biểu toàn quốc xem xét và thảo luận.
Hội nghị Đại biểu toàn quốc
Hội nghị diễn ra ngày 18/9/1985. Hồ Diệu Bang phát biểu khai mạc, Triệu Tử Dương đọc báo cáo kiến nghị kế hoạch 5 năm lần thứ 7. Đặng Tiểu Bình và Trần Vân có bài phát biểu quan trọng, Lý Tiên Niệm phát biểu bế mạc Hội nghị.
Hội nghị thông qua "kiến nghị kế hoạch 5 năm lần thứ 7 phát triển kinh tế xã hội quốc dân thông báo Trung ương Trung Cộng"
Hội nghị quyết định của Hội nghị toàn thể lần thứ 4 "báo cáo Hội nghị Đại biểu toàn quốc xem xét thảo luận đồng ý không tái đảm nhiệm chức vụ thành viên 3 Ủy ban của các đồng chí nhiều tuổi". Đại biểu Hội nghị đánh giá cao đề xuất. Hội nghị nhất trí Diệp Kiếm Anh, Đặng Dĩnh Siêu, Từ Hướng Tiền, Niếp Vinh Trăn, Ô Lan Phu, Vương Chấn, Vi Quốc Thanh, Lý Đức Sinh, Tống Nhiệm Cùng, Trương Đình Phát và 64 người không tái đảm nhiệm các chức vụ Ủy viên Trung ương và dự khuyết Trung ương khóa 12; Lý Tỉnh Toàn, Tiếu Kính Quang, Hà Trường Công và 37 vị không tại đảm nhiệm các chức vụ Ủy ban Cố vấn Trung ương; Hoàng Khắc Thành, Vương Tòng Ngô, Lý Xương và 30 vị không tái đảm nhiệm các chức vụ Ủy viên và Ủy viên dự khuyết Ủy ban Kiểm Kỷ Trung ương.
Đồng thời Hội nghị cũng bổ sung 56 Ủy viên Trung ương, 35 Ủy viên dự khuyết Trung ương, 56 Ủy viên Cố vấn Trung ương và 31 Ủy viên Ủy ban Kiểm tra Kỷ luật Trung ương.
Sau Hội nghị đại biểu toàn quốc, diễn ra Hội nghị toàn thể lần thứ 5. Bộ Chính trị đã bổ sung thêm 6 người, đồng thời 10 Ủy viên Bộ Chính trị cũng từ chức.

### Đại hội lần thứ 13 (1987)
Đại hội diễn ra từ 25/10-1/11/1987 tại Bắc Kinh. Đại biểu tham dự 1936 người, khách mời đặc biệt 61 đại biểu, thay mặt cho 46 triệu Đảng viên. Đây là đại hội đầu tiên mời Phó Ủy viên trưởng Ủy ban Thường vụ Nhân Đại, Phó Chủ tịch Hội nghị Chính trị Hiệp thương Toàn quốc, đảng viên các đảng phái dân chủ, phóng viên báo chí, đại biểu tôn giáo...
Nghị trình Đại hội:
1. Nghe và kiểm tra báo cáo của Ủy ban Trung ương khóa 12;
2. Kiểm tra báo cáo của Ủy ban Cố vấn Trung ương;
3. Kiểm tra báo cáo của Ủy ban Kiểm tra Kỷ luật Trung ương;
4. Nghiên cứu và thông qua sửa đổi Điều lệ Đảng;
5. Bầu Ủy ban Trung ương, Ủy ban Cố vấn Trung ương, Ủy ban Kiểm Kỷ Trung ương.

Đại hội bầu ra 175 Ủy viên Tw và 110 dự khuyết;200 Ủy viên Cố vấn Trung ương;69 Ủy viên Kiểm Kỷ Trung ương. Bầu Triệu Tử Dương làm Tổng Bí thư.

#### Hội nghị toàn thể lần thứ 4 (1989)
Hội nghị diễn ra 23-24/6/1989 tại Bắc Kinh. Hội nghị diễn ra sau sự kiện Thiên An Môn.
Ngày 20/5/1989 Đặng Tiểu Bình đã tổ chức cuộc họp đặc biệt, cuộc họp gồm 3 Ủy viên Thường vụ Bộ Chính trị là Lý Bằng, Diêu Ỷ Lâm, Kiều Thạch. Triệu Tử Dương và Hồ Khải Lập không được mời tham dự. Ngoài ra còn có Trần Vân, Lý Tiên Niệm, Vương Chấn, Bành Chân, Dương Thượng Côn. Tại cuộc họp Đặng Tiểu Bình quyết định cắt chức của Tổng Bí thư Triệu Tử Dương.
Hội nghị Bộ Chính trị mở rộng khai mạc từ ngày 19-21/6, chuẩn bị công tác chủ yếu cho Hội nghị lần thứ 4 toàn quốc. 5 Ủy viên Thường vụ Bộ Chính trị tham gia, Diêu Y Lâm chủ trì Hội nghị, Đặng Tiểu Bình, Lý Tiên Niệm và Vương Chấn cùng tham dự Hội nghị. Hội nghị chính thức quyết định cắt chức Triệu Tử Dương.
Phiên họp toàn thể xem xét thông qua đề xuất của Lý Bằng "báo cáo phản Đảng phản Xã hội Chủ nghĩa gây ra những sai lầm của đồng chí Triệu Tử Dương". Quyết định cắt toàn bộ chức vụ của Triệu Tử Dương. Phiên họp toàn thể bầu Giang Trạch Dân làm Tổng Bí thư. Bầu Lý Thụy Hoàn, Giang Trạch Dân, Tống Bình vào Ban Thường vụ Bộ Chính trị, quyết định bổ sung Lý Thụy Hoàn, Đinh Quan Căn vào Ban Bí thư Trung ương, miễn chức vụ Ủy viên Thường vụ Bộ Chính trị, Ủy viên Bộ Chính trị, Bí thư Ban Bí thư của Hồ Khải Lập, miễn chức Bí thư Ban Bí thư của Nhuế Hạng Văn, Diêm Minh Phúc. 

### Đại hội lần thứ 14 (1992)
Đại hội diễn ra từ ngày 12-18/10/1992 tại Bắc Kinh. Đại biểu tham dự 1989 người, khách mời đặc biệt 46 người. Thay mặt cho 51 triệu Đảng viên.
Nghị trình Đại hội:
1. Nghe và kiểm tra báo cáo của Ủy ban Trung ương khóa 12;
2. Kiểm tra báo cáo của Ủy ban Cố vấn Trung ương;
3. Kiểm tra báo cáo của Ủy ban Kiểm tra Kỷ luật Trung ương;
4. Nghiên cứu và thông qua Điều lệ Đảng sửa đổi;
5. Bầu Ủy ban Trung ương, Ủy ban Kiểm Kỷ Trung ương.

Đại hội bầu được 189 Ủy viên TW và 130 dự khuyết; 108 Ủy viên Kiểm Kỷ TW. Giang Trạch Dân được bầu làm Tổng Bí thư.

### Đại hội lần thứ 15 (1997)
Đại hội diễn ra từ ngày 12-18/9/1997 tại Bắc Kinh. Đại biểu tham dự 2048 người, đại biểu khách mới đặc biệt 60. Thay mặt cho 59 triệu đảng viên.
Nghị trình Đại hội:
1. Nghe và kiểm tra báo cáo của Ủy ban Trung ương khóa 12;
2. Kiểm tra báo cáo của Ủy ban Kiểm tra Kỷ luật Trung ương;
3. Nghiên cứu và thông qua Điều lệ Đảng sửa đổi;
4. Bầu Ủy ban Trung ương;
5. Bầu Ủy ban Kiểm Kỷ Trung ương.

Đại hội bầu 193 Ủy viên TW và 151 dự khuyết; 115 Ủy viên Kiểm Kỷ TW. Bầu Giang Trạch Dân tiếp tục làm Tổng Bí thư.

### Đại hội lần thứ 16 (2002)
Đại hội diễn ra từ ngày 8-14/11/2002 tại Bắc Kinh. Đại biểu tham dự 2114 người, khách mời đặc biệt 40 đại biểu. Thay mặt cho 66 triệu đảng viên toàn quốc.